# Срђан Смиљанић
Срђан Смиљанић (Београд,16. мај 1979) је српски правник и тренутни генерални секретар Народне скупштине Републике Србије.

## Образовање
Дипломирао је на Правном факултету Универзитета у Београду 2005-е године, а завршио мастер на Универзитету Карлос Трећи у Мадриду (2012/2013). Говори енглески и шпански језик.

## Каријера
Каријеру је започео у Мобтелу и БК телекому на правним пословима (1997 - 2003), затим је био правни саветник у Поинт групи (2005 - 2011), у Сектору за правне послове Раифасен банке до 2014-е године. Политички активан постаје 2014-е године као директор на пројекту УНДП-а Јачање контроле функције и транспарентности Народне скупштине. после тога био је члан и секретар Републичке изборне комисије. Био је заменик генералног секретара Народне скупштине од 2014, а за главног секретара изабран је у августу 2022-е, што је функција коју обавља и данас (реизабран у марту 2024).
Иако се наводи као нестраначка личност, новинарски сајт Истиномер наводи да је 2018-е године као део Градске комисије био припадник одборничке групе "Александар Вучић - Будућност у коју верујемо".